# Lepthyphantes
Genre
Lepthyphantes est un genre d'araignées aranéomorphes de la famille des Linyphiidae.

## Distribution
Les espèces de ce genre se rencontrent principalement en écozones holarctique et afrotropicale ; et quelques espèces en écozones néotropicale, indomalaise et océanienne.

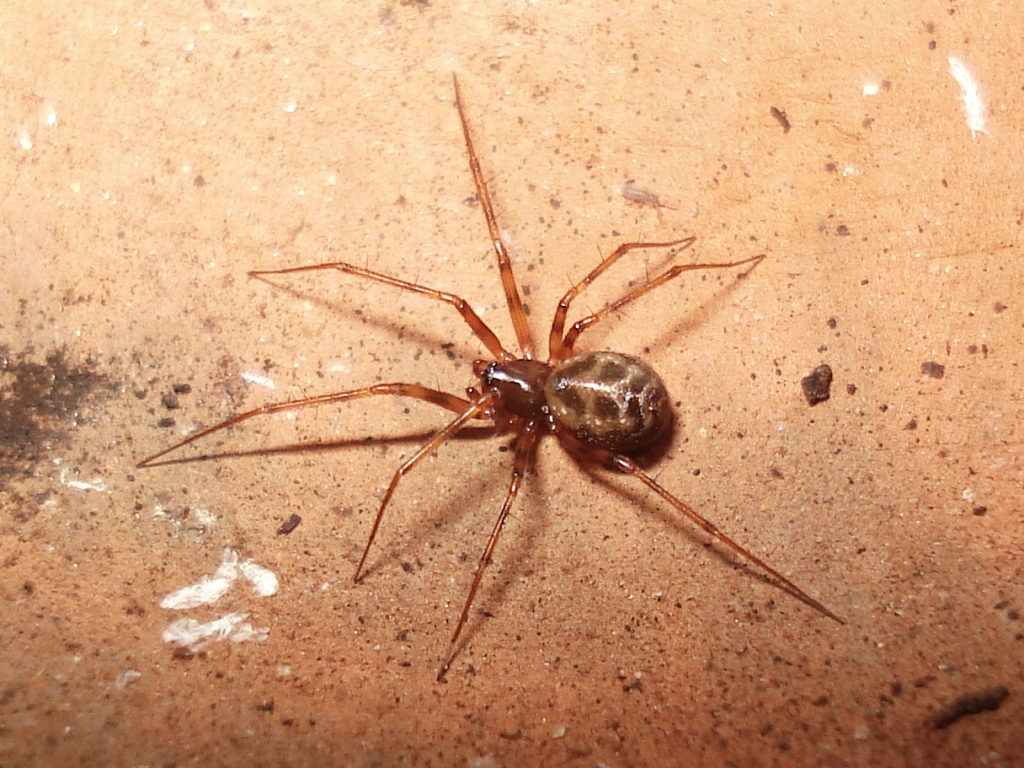
Lepthyphantes minutus

## Liste des espèces
Selon World Spider Catalog (version 26, 30/06/2025) :
- Lepthyphantes abditus Tanasevitch, 1986
- Lepthyphantes aberdarensis Russell-Smith & Jocqué, 1986
- Lepthyphantes aegeus Caporiacco, 1948
- Lepthyphantes aelleni Denis, 1957
- Lepthyphantes afer (Simon, 1913)
- Lepthyphantes ajoti Bosmans, 1991
- Lepthyphantes albuloides (O. Pickard-Cambridge, 1872)
- Lepthyphantes aldersoni H. W. Levi & L. R. Levi, 1955
- Lepthyphantes almoravidus Barrientos, 2020
- Lepthyphantes alpinus (Emerton, 1882)
- Lepthyphantes altissimus Hu, 2001
- Lepthyphantes badhkyzensis Tanasevitch, 1986
- Lepthyphantes bakeri Scharff, 1990
- Lepthyphantes balearicus Denis, 1961
- Lepthyphantes bamboutensis Bosmans, 1986
- Lepthyphantes bamilekei Bosmans, 1986
- Lepthyphantes baoshanensis Irfan, Zhang & Peng, 2023
- Lepthyphantes beroni Deltshev, 1979
- Lepthyphantes beshkovi Deltshev, 1979
- Lepthyphantes bhudbari Tikader, 1970
- Lepthyphantes bidentatus Hormiga & Ribera, 1990
- Lepthyphantes biospeleologorum Barrientos, 2020
- Lepthyphantes brahimi Lecigne & Moutaouakil, 2025
- Lepthyphantes brevihamatus Bosmans, 1985
- Lepthyphantes brignolianus Deltshev, 1979
- Lepthyphantes buensis Bosmans & Jocqué, 1983
- Lepthyphantes carlittensis Denis, 1952
- Lepthyphantes cavernicola Paik & Yaginuma, 1969
- Lepthyphantes centromeroides Kulczyński, 1914
- Lepthyphantes chamberlini Schenkel, 1950
- Lepthyphantes chita Scharff, 1990
- Lepthyphantes christodeltshev van Helsdingen, 2009
- Lepthyphantes concavus (Oi, 1960)
- Lepthyphantes cordis Irfan, Zhang & Peng, 2022
- Lepthyphantes cruciformis Tanasevitch, 1989
- Lepthyphantes cruentatus Tanasevitch, 1987
- Lepthyphantes dilutus (Thorell, 1875)
- Lepthyphantes dolichoskeles Scharff, 1990
- Lepthyphantes ellipticus Irfan, Zhang & Peng, 2025
- Lepthyphantes emarginatus Fage, 1931
- Lepthyphantes encaustus (Becker, 1879)
- Lepthyphantes ensifer Barrientos, 2020
- Lepthyphantes erigonoides Schenkel, 1936
- Lepthyphantes escapus Tanasevitch, 1989
- Lepthyphantes exvaginatus Deeleman-Reinhold, 1984
- Lepthyphantes fadriquei Barrientos, 2020
- Lepthyphantes fernandezi Berland, 1924
- Lepthyphantes frondeus Irfan, Zhang & Peng, 2025
- Lepthyphantes furcillifer Chamberlin & Ivie, 1933
- Lepthyphantes gadesi Fage, 1931
- Lepthyphantes hirsutus Tanasevitch, 1988
- Lepthyphantes hissaricus Tanasevitch, 1989
- Lepthyphantes howelli Jocqué & Scharff, 1986
- Lepthyphantes hublei Bosmans, 1986
- Lepthyphantes hummeli Schenkel, 1936
- Lepthyphantes hunanensis Yin, 2012
- Lepthyphantes ibericus Ribera, 1981
- Lepthyphantes imazigheni Barrientos, 2020
- Lepthyphantes impudicus Kulczyński, 1909
- Lepthyphantes inopinatus Locket, 1968
- Lepthyphantes intricatus (Emerton, 1911)
- Lepthyphantes iranicus Saaristo & Tanasevitch, 1996
- Lepthyphantes japonicus Oi, 1960
- Lepthyphantes kansuensis Schenkel, 1936
- Lepthyphantes kilimandjaricus Tullgren, 1910
- Lepthyphantes kolymensis Tanasevitch & Eskov, 1987
- Lepthyphantes kratochvili Fage, 1945
- Lepthyphantes lamellatus Barrientos, 2020
- Lepthyphantes latrobei Millidge, 1995
- Lepthyphantes latus Paik, 1965
- Lepthyphantes lebronneci Berland, 1935
- Lepthyphantes leknizii Barrientos, 2020
- Lepthyphantes leprosus (Ohlert, 1865)
- Lepthyphantes leucocerus Locket, 1968
- Lepthyphantes leucopygius Denis, 1939
- Lepthyphantes lingsoka Tikader, 1970
- Lepthyphantes linzhiensis Hu, 2001
- Lepthyphantes locketi van Helsdingen, 1977
- Lepthyphantes longihamatus Bosmans, 1985
- Lepthyphantes longipedis Tanasevitch, 2014
- Lepthyphantes louettei Jocqué, 1985
- Lepthyphantes lundbladi Schenkel, 1938
- Lepthyphantes luteipes (L. Koch, 1879)
- Lepthyphantes maculatus (Banks, 1900)
- Lepthyphantes magnesiae Brignoli, 1979
- Lepthyphantes manengoubensis Bosmans, 1986
- Lepthyphantes mauli Wunderlich, 1992
- Lepthyphantes maurusius Brignoli, 1978
- Lepthyphantes mbaboensis Bosmans, 1986
- Lepthyphantes meillonae Denis, 1953
- Lepthyphantes messapicus Caporiacco, 1939
- Lepthyphantes micromegethes Locket, 1968
- Lepthyphantes microserratus Petrunkevitch, 1930
- Lepthyphantes minusculus Locket, 1968
- Lepthyphantes minutus (Blackwall, 1833)
- Lepthyphantes msuyai Scharff, 1990
- Lepthyphantes natalis Bosmans, 1986
- Lepthyphantes nenilini Tanasevitch, 1988
- Lepthyphantes neocaledonicus Berland, 1924
- Lepthyphantes nigropictus Bosmans, 1979
- Lepthyphantes nitidior Simon, 1929
- Lepthyphantes nodifer Simon, 1884
- Lepthyphantes noeli Barrientos & Brañas, 2024
- Lepthyphantes noronhensis Rodrigues, Brescovit & Freitas, 2008
- Lepthyphantes notabilis Kulczyński, 1887
- Lepthyphantes okuensis Bosmans, 1986
- Lepthyphantes opilio Simon, 1929
- Lepthyphantes palmeroensis Wunderlich, 1992
- Lepthyphantes patulus Locket, 1968
- Lepthyphantes pennatus Scharff, 1990
- Lepthyphantes peramplus (O. Pickard-Cambridge, 1885)
- Lepthyphantes perfidus Tanasevitch, 1985
- Lepthyphantes phallifer Fage, 1931
- Lepthyphantes phialoides Scharff, 1990
- Lepthyphantes pieltaini Machado, 1940
- Lepthyphantes rainieri Emerton, 1926
- Lepthyphantes rimicola Lawrence, 1964
- Lepthyphantes rossitsae Dimitrov, 2018
- Lepthyphantes rudrai Tikader, 1970
- Lepthyphantes ruwenzori Jocqué, 1985
- Lepthyphantes sasi Barrientos, 2020
- Lepthyphantes saurensis Eskov, 1995
- Lepthyphantes serratus Oi, 1960
- Lepthyphantes silvamontanus Bosmans & Jocqué, 1983
- Lepthyphantes simiensis Bosmans, 1978
- Lepthyphantes soumiae Barrientos, 2021
- Lepthyphantes speculae Denis, 1959
- Lepthyphantes stramineus (O. Pickard-Cambridge, 1885)
- Lepthyphantes strinatii Hubert, 1970
- Lepthyphantes styx Wunderlich, 2011
- Lepthyphantes subtilis Tanasevitch, 1989
- Lepthyphantes tamara Chamberlin & Ivie, 1943
- Lepthyphantes taza Tanasevitch, 2014
- Lepthyphantes todillus Simon, 1929
- Lepthyphantes turanicus Tanasevitch & Fet, 1986
- Lepthyphantes turbatrix (O. Pickard-Cambridge, 1877)
- Lepthyphantes ultimus Tanasevitch, 1989
- Lepthyphantes umbratilis (Keyserling, 1886)
- Lepthyphantes vanstallei Bosmans, 1986
- Lepthyphantes venereus Simon, 1913
- Lepthyphantes vividus Denis, 1955
- Lepthyphantes younnesi Barrientos & Gerace, 2024
- Lepthyphantes yueluensis Yin, 2012
- Lepthyphantes yushuensis Hu, 2001

## Systématique et taxinomie
Ce genre a été décrit par Menge en 1866.

## Publication originale
- Menge, 1866 : « Preussische Spinnen. Abteilung I. » Schriften der Naturforschenden Gesellschaft in Danzig, vol. 1, p. 1-152 (texte intégral).